# Карл Нойкірх
Карл Нойкірх (нім. Karl Neukirch; 3 листопада 1864, Берлін, Пруссія — 26 червня 1941, Берлін, Третій Рейх) — німецький гімнаст, двічі чемпіон літніх Олімпійських ігор 1896.
Нойкірх став переможцем разом зі своєю німецькою збірної з гімнастики у змаганнях на брусах та поперечині. Він також брав участь в індивідуальних вправах по опорному стрибку, коню, перекладині та паралельних брусах, не зайняв жодного призового місця.